# Karl-Heinz Groth
Karl-Heinz Groth (* 4. Januar 1940 in Lunden, Dithmarschen; † 11. April 2025) war ein deutscher Autor und Pädagoge.

## Leben
Karl-Heinz Groth wuchs als Sohn eines Landwirts und Kohlenhändlers mit Niederdeutsch als erster Sprache in Lunden auf und lebte dort bis 1960. Im Jahre 1956 begann er in Heide eine Lehre als Holzkaufmann und Zimmermann, die er jedoch nicht beendete. Er wechselte zum Besuch des Gymnasiums in Heide und studierte nach dem Abitur ab 1960 am Pädagogischen Institut in Hamburg und an der Pädagogischen Hochschule in Flensburg. Seine erste Lehrerprüfung legte er 1963 ab. Danach unterrichtete er auf Helgoland, in Heide und in Büsum. Ab 1977 leitete er zunächst eine Schule in Wyk auf Föhr und später bis zum Eintritt in den Ruhestand 2003 die Gorch-Fock-Schule in Eckernförde.
Neben fachpädagogischen Schriften veröffentlichte Groth von 1980 an zahlreiche Bücher, Beiträge in Sammelbänden, Theaterstücke und Kolumnen in Tageszeitungen, überwiegend in niederdeutscher Sprache. Außerdem hielt er viele Jahre lang plattdeutsche Vorträge und Lesungen in ganz Norddeutschland. Er war Initiator der Heider und Eckernförder plattdeutschen Kulturtage und legte 2004 den Klaus-Groth-Preis, einen niederdeutschen Literaturpreis, unter dem Namen Klaus-Groth-Preis der Stadt Heide wieder auf. Durch sein publizistisches Wirken und sein Engagement in Gremien und Einrichtungen wirkte Groth dem Verlust der niederdeutschen Sprachkompetenz entgegen und wurde dafür mehrfach ausgezeichnet.

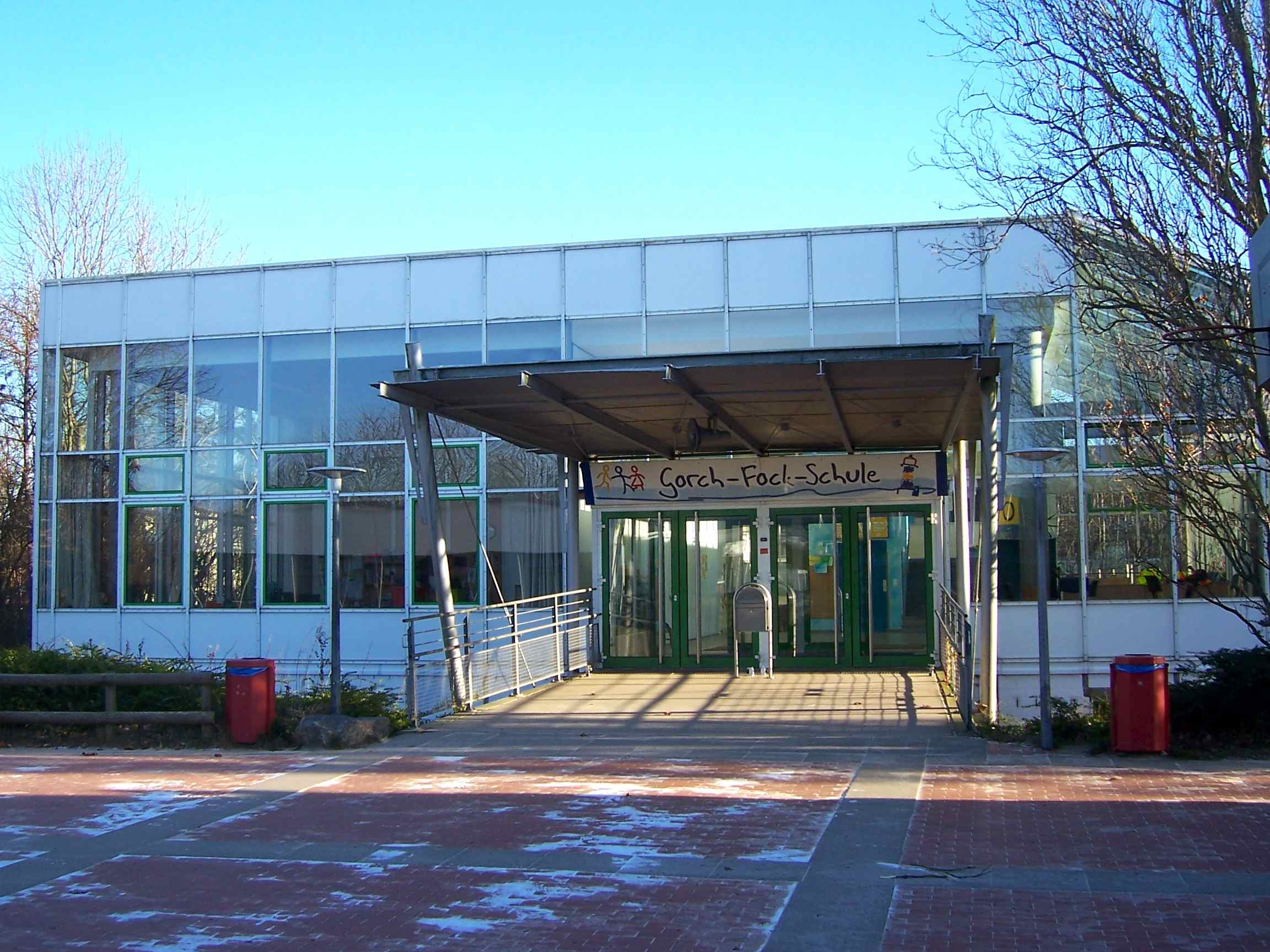
Gorch-Fock-Schule Eckernförde

Groth war verheiratet und Vater sowie Großvater; er lebte in Goosefeld bei Eckernförde im Kreis Rendsburg-Eckernförde.

## Werke (Auswahl)
- Kalli un Butzel op groote Fohrt. Quickborn-Verlag, Hamburg 1995, ISBN 978-3-87651-183-2.
- De Postroov: Un anner Kriminolgeschichten. Wachholtz Verlag, Neumünster 1997, ISBN 978-3-529-04711-4.
- Wullerdieker Geschichten oder Swien mutt de Minsch blieven. Wachholtz Verlag, Neumünster 1999, ISBN 978-3-529-04729-9.

- Wenn de Haifisch Minschen weern : Bertolt Brecht, Geschichten vun den Herrn Keuner; Hochdeutsch – Plattdüütsch. Wachholtz Verlag, Neumünster 2004, ISBN 978-3-529-04736-7.
- Vun Minschen un anner Lüüd. Jung Verlag, Kiel 2008, ISBN 978-3-89882-091-2.
- De Lütthasenschool: Een lustig Billerbook. Husum Verlag, Husum 2012, ISBN 978-3-89876-591-6.
- De Wiehnachtsgoos Auguste. Husum Verlag, Husum 2012, ISBN 978-3-89876-591-6.
- Winter in de Lütthasenschool. Husum Verlag, Husum 2021, ISBN 978-3-96717-079-5.
- (als Hrsg.): So spricht und feiert man in Schleswig-Holstein. Ein Leserprojekt der Zeitungen des Schleswig-Holsteinischen Zeitungsverlages. sh:z, das Medienhaus und Ellert & Richter Verlag, Flensburg/Hamburg 2012, ISBN 978-3-8319-0484-6.
- (als Hrsg.): So snackt Schleswig-Holstein. sh:z, das Medienhaus und Ellert & Richter Verlag, Flensburg/Hamburg 2020, ISBN 978-3-8319-0778-6.

## Auszeichnungen
- 2000: Schleswig-Holstein-Medaille (Auszeichnung ging 2008 in den Verdienstorden des Landes Schleswig-Holstein über)
- 2004: Lornsen-Kette des Schleswig-Holsteinischen Heimatbundes
- 2009: Bundesverdienstkreuz am Bande[8]